# راتشيل
راتشيل (بالإنجليزية: Rachel)‏ هو مكان مخصص للتعداد (CDP) في مقاطعة لينكون في ولاية نيفادا الأمريكية. بلغ عدد سكانها 54 نسمة خلال تعداد عام 2010.  وهو أقرب تجمع سكني إلى ميدان نيليس لسلاح الجو والمنطقة 51، ما يجعلها تتمتع بشهرة متواضعة، لا سيما بين هواة الطيران وصيادي الأطباق الطائرة. تقع جبال كوين كانيون شمال التجمع، وتقع به مدينة الأشباح أدافن.

## المناخ
يظهر الجدول التالي التغييرات المناخية على مدار السنة لراتشيل:
| البيانات المناخية لـراتشيل                  | البيانات المناخية لـراتشيل | البيانات المناخية لـراتشيل | البيانات المناخية لـراتشيل | البيانات المناخية لـراتشيل | البيانات المناخية لـراتشيل | البيانات المناخية لـراتشيل | البيانات المناخية لـراتشيل | البيانات المناخية لـراتشيل | البيانات المناخية لـراتشيل | البيانات المناخية لـراتشيل | البيانات المناخية لـراتشيل | البيانات المناخية لـراتشيل | البيانات المناخية لـراتشيل |
| الشهر                                       | يناير                      | فبراير                     | مارس                       | أبريل                      | مايو                       | يونيو                      | يوليو                      | أغسطس                      | سبتمبر                     | أكتوبر                     | نوفمبر                     | ديسمبر                     | المعدل السنوي              |
| ------------------------------------------- | -------------------------- | -------------------------- | -------------------------- | -------------------------- | -------------------------- | -------------------------- | -------------------------- | -------------------------- | -------------------------- | -------------------------- | -------------------------- | -------------------------- | -------------------------- |
| الدرجة القصوى °ف (°م)                       | 67 (19)                    | 71 (22)                    | 79 (26)                    | 84 (29)                    | 94 (34)                    | 103 (39)                   | 104 (40)                   | 100 (38)                   | 97 (36)                    | 88 (31)                    | 76 (24)                    | 66 (19)                    | 104 (40)                   |
| متوسط درجة الحرارة الكبرى °ف (°م)           | 46.0 (7.8)                 | 52.2 (11.2)                | 59.6 (15.3)                | 65.3 (18.5)                | 76.6 (24.8)                | 84.9 (29.4)                | 91.7 (33.2)                | 89.7 (32.1)                | 82.8 (28.2)                | 70.6 (21.4)                | 56.8 (13.8)                | 46.7 (8.2)                 | 68.6 (20.3)                |
| متوسط درجة الحرارة الصغرى °ف (°م)           | 14.4 (−9.8)                | 20.1 (−6.6)                | 25.3 (−3.7)                | 31.2 (−0.4)                | 39.9 (4.4)                 | 47.4 (8.6)                 | 53.7 (12.1)                | 51.4 (10.8)                | 41.6 (5.3)                 | 30.6 (−0.8)                | 21.3 (−5.9)                | 14.2 (−9.9)                | 32.6 (0.3)                 |
| أدنى درجة حرارة °ف (°م)                     | −21 (−29)                  | −17 (−27)                  | 7 (−14)                    | 11 (−12)                   | 20 (−7)                    | 27 (−3)                    | 36 (2)                     | 35 (2)                     | 24 (−4)                    | 11 (−12)                   | −1 (−18)                   | −18 (−28)                  | −21 (−29)                  |
| الهطول إنش (مم)                             | 0.33 (8.4)                 | 0.76 (19)                  | 0.40 (10)                  | 0.51 (13)                  | 0.31 (7.9)                 | 0.35 (8.9)                 | 0.81 (21)                  | 0.46 (12)                  | 0.29 (7.4)                 | 0.43 (11)                  | 0.47 (12)                  | 0.36 (9.1)                 | 5.47 (139)                 |
| متوسط تساقط الثلوج إنش (سم)                 | 2.4 (6.1)                  | 1.2 (3.0)                  | 1.0 (2.5)                  | 0.5 (1.3)                  | 0.0 (0.0)                  | 0.0 (0.0)                  | 0.0 (0.0)                  | 0.0 (0.0)                  | 0.0 (0.0)                  | 0.2 (0.51)                 | 0.2 (0.51)                 | 0.8 (2.0)                  | 6.3 (16)                   |
| المصدر: The Western Regional Climate Center |                            |                            |                            |                            |                            |                            |                            |                            |                            |                            |                            |                            |                            |